# Patricia McPherson
Patricia McPherson (Oak Harbor, Washington, Estados Unidos, 27 de noviembre de 1954) es una actriz estadounidense. Es conocida por su serie de los años 80, Knight Rider interpretando a Bonnie Barstow, la mecánica de KITT durante la primera temporada, y a partir de la tercera temporada hasta el final de la serie.
Algunas apariciones que Patricia hizo fueron en series como Starman, MacGyver, Matlock y Star Trek: The Next Generation.
Actualmente, McPherson lucha activamente para preservar los animales salvajes y los bosques, especialmente los del sur de California.

## Filmografía
- Matlock: The Witness Killings (1991) (TV)
- Aftershock (1990)
- Prime Risk (1985)
- Concrete Beat (1984) (TV)
- Knight Rider (1982-1983, 1984-1986) (TV) Bonnie
- All Star Comedy (1982) (TV)
- Othello (1981) (TV)
- The Stunt Man (1980)
- The Bawdy Adventures of Tom Jones (1976)